# Craig (Iowa)
Craig é uma cidade localizada no estado americano de Iowa, no Condado de Plymouth.

## Demografia
Segundo o censo americano de 2000, a sua população era de 102 habitantes.
Em 2006, foi estimada uma população de 100, um decréscimo de 2 (-2.0%).

## Geografia
De acordo com o United States Census Bureau tem uma área de
0,2 km², dos quais 0,2 km² cobertos por terra e 0,0 km² cobertos por água.

## Localidades na vizinhança
O diagrama seguinte representa as localidades num raio de 20 km ao redor de Craig.